# Crassula cordata
Crassula cordata är en fetbladsväxtart som beskrevs av Carl Peter Thunberg. Crassula cordata ingår i släktet krassulor, och familjen fetbladsväxter. Inga underarter finns listade i Catalogue of Life.